# Ciąg poligonowy jednostronnie nawiązany

Ciąg poligonowy jednostronnie nawiązany otwarty
1. Punkt znany
2. Punkt wyznaczany
3. Mierzony kąt lewy
4. Mierzona długość

Ciąg poligonowy jednostronnie nawiązany (ciąg wiszący, bagnet) – rodzaj ciągu poligonowego. Konstrukcja geometryczna, wykorzystywana do określania współrzędnych geodezyjnych punktów ciągu. Nawiązaniem ciągu są dwa punkty osnowy geodezyjnej wyższego rzędu o znanych współrzędnych. Kolejne punkty ciągu wyznaczamy metodą biegunową. Liczba boków tego ciągu nie może być większa od dwóch.
Dopuszcza się stosowanie ciągu jednostronnie nawiązanego w trudnych warunkach terenowych, ale tylko dla osnowy pomiarowej. W takim wypadku pomiar ciągu podlega weryfikacji poprzez wykonanie z ostatniego punktu tego ciągu pomiaru kontrolnego na co najmniej jeden szczegół terenowy I grupy dokładnościowej o znanych współrzędnych.